# Pécsi Egyetemi Atlétikai Club
Pécsi Egyetemi Atlétikai Club (röviden: PEAC) a Pécsi Tudományegyetem sport klubja, amelynek jelenleg 11 aktív szakosztálya működik. Az 1923 óta működő pécsi klub színe a fekete-fehér. A pécsi klub 2023-ban ünnepli századik évfordulóját.

## Története
1923-ban ugyan már létezett az egyetemi sportegyesület, de gyakorlatilag az egyetem hallgatói még két másik pécsi klub, a PAC és PSC egyetemi alosztályaiban sportoltak. Elsősorban azért, mert a két évvel korábban Pozsonyról elköltöztetett egyetem Pécs előtt még két évig Budapesten működött. 1923-ban, mikor végre Pécsen kezdődött meg az oktatás, az egyetem a sportnál lényegesen fontosabb feladatokkal, az egyetem megfelelő működési feltételeinek biztosításával kívánt megküzdeni először.
Pécs első olimpiai aranyérmese, a tornász Tass Olga, a PEAC versenyzőjeként kezdte sportolói pályafutását.
A PEAC 8000 fő befogadására alkalmas sportpályája a Tüzér utcában volt.

## Létesítmények
- PTE Csarnok - Ifjúság út 6.
- POTE Csarnok - Jakabhegyi út 6.
- Sportpálya - Verseny u. 13.
- Lauber Dezső Sportcsarnok - Dr. Veress Endre utca 10.

## Szakosztályai
- Asztalitenisz (PTE PEAC Kalo-Méh)) - Extra Liga, NBI., NBII., Megye I. (Boszorkány út 2.)
- Kosárlabda
  - Férfi - NBII. (PTE Csarnok)
  - Női - NBI. (POTE csarnok)
- Kézilabda
  - Férfi - NBII., Megye I. (PTE csarnok)
  - Női - NBII. (Lauber Dezső Sportcsarnok)
- Röplabda
  - Férfi - NBII. (PTE ÁOK Mozgástani Intézet - POTE csarnok)
  - Női - NBII. (PTE ÁOK Mozgástani Intézet - POTE csarnok)
- Küzdősport
- Labdarúgás - Megye I. (Verseny u. 13.)
- Vívás
- Íjász